# جوزيف سي. هسندريكس
جوزيف سي. هسندريكس هو سياسي أمريكي، ولد في 25 مايو 1853 في فايت في الولايات المتحدة، وتوفي في 9 نوفمبر 1904 في بروكلين في الولايات المتحدة. نشط حزبياً في الحزب الديمقراطي. وقد انتخب عضو مجلس النواب الأمريكي ‏.